# Chiesa di Santa Maria dei Battuti (San Vito al Tagliamento)
La chiesa di Santa Maria dei Battuti è un edificio religioso, ora sconsacrato, di San Vito al Tagliamento.

## Storia

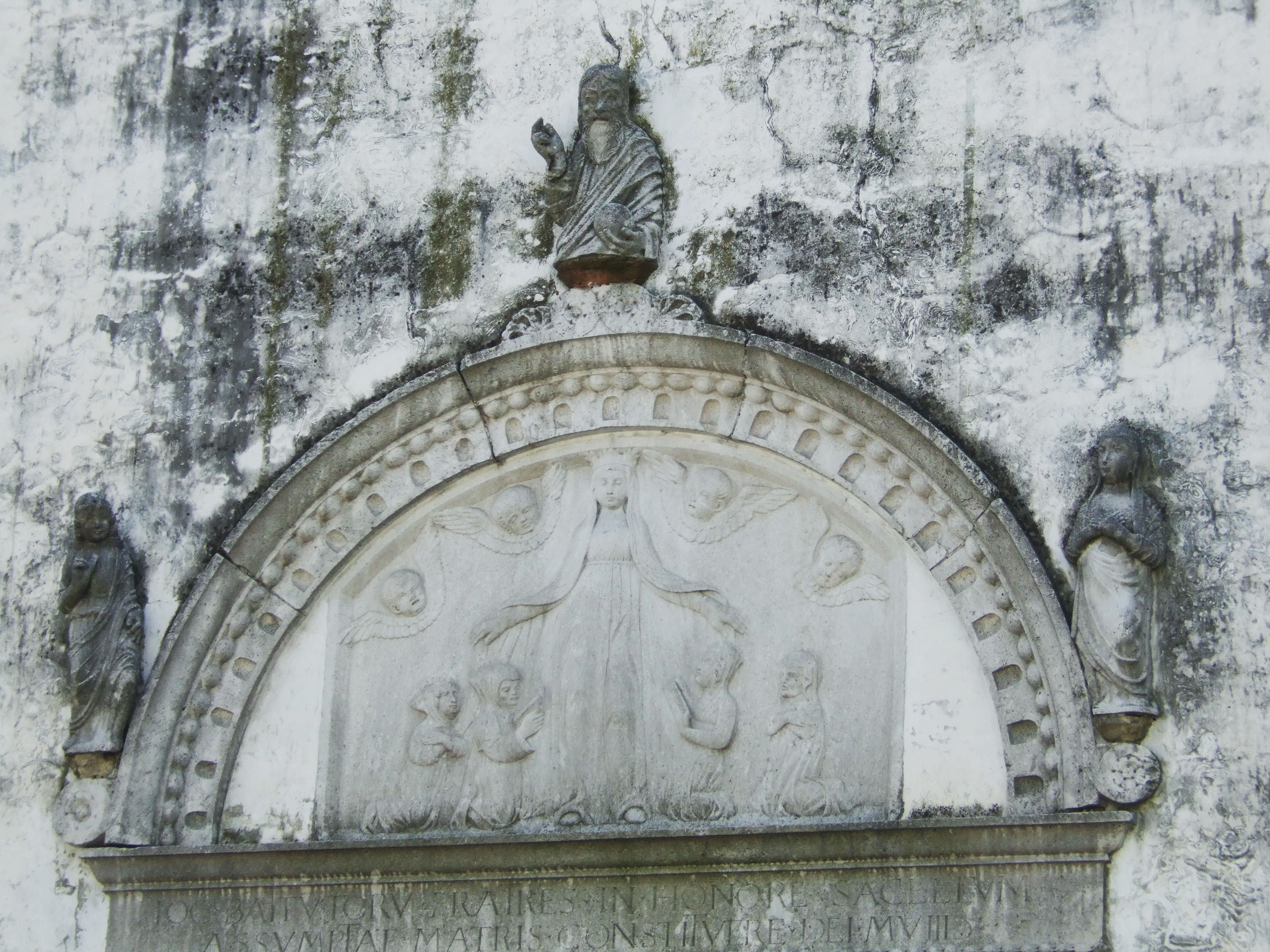
Particolare del portale d'ingresso, con la Vergine che protegge con il suo mantello i membri della Confraternita dei Battuti

La chiesa è parte della più estesa struttura dell'ospedale dei Battuti, che comprendeva anche una chiesa più antica, di cui rimangono lacerti di antichi affreschi del XIV secolo.
Sorge alla fine del 1400 e ospita il ciclo di affreschi dell'Amalteo e del Pordenone. Dieci anni dopo si decora interamente la chiesa.

## Facciata
Il portale fu realizzato da Giovanni Antonio Pilacorte nel 1493; ; gli stipiti sono intagliati con motivi floreali e medaglioni con i santi Vito e Modesto, protettori della città.  La lunetta, sormontata da un Padre Eterno, al centro, dall’ arcangelo Gabriele, a sinistra, e dalla Vergine, a destra, contiene un bassorilievo con la Madonna della Misericordia.

## Interno

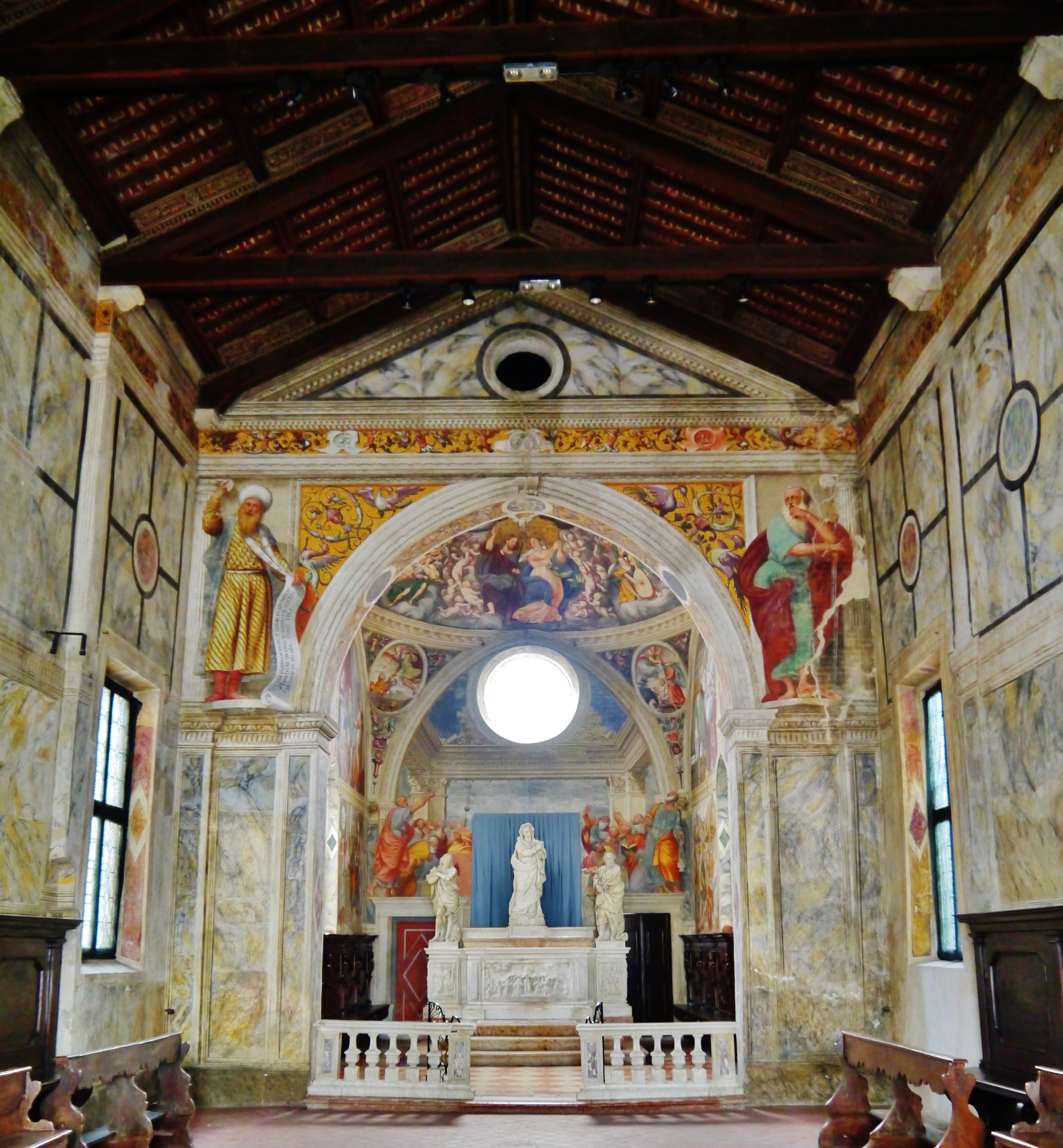
L'interno, con il presbiterio

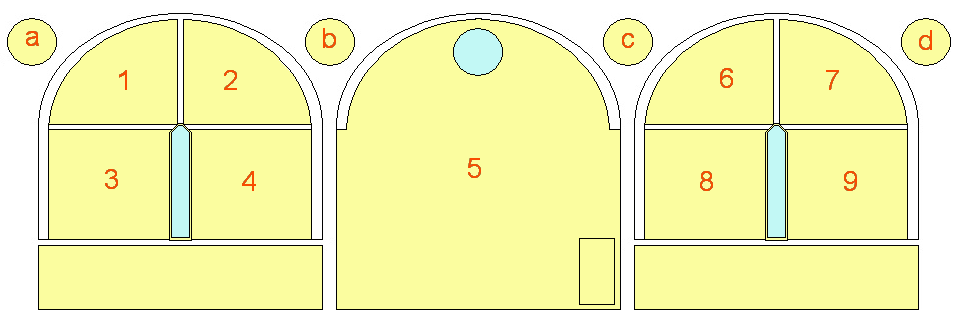
Schema degli affreschi dell'abside.
Pareti del Coro
1 - Sant'Anna e San Gioacchino scacciati dal Tempio
2 - Nascita della Vergine
3 - Presentazione della Vergine al Tempio
4 - Sposalizio
5 - Annunciazione
6 - Visitazione
7 - Adorazione dei Magi
8 - Fuga in Egitto
9 - Gli Apostoli meravigliati assistono all'Assunzione della Vergine
Cupola
a - Abramo fugge da Sodoma
b - Daniele nella fossa dei leoni
c - Sacrificio di Isacco
d - Melchisedec

L'interno è costituito da un'unica navata.
Il presbitero è completamente affrescato con le Storie di Maria, lavori del pittore Pomponio Amalteo, che divennero famosi in breve tempo e furono anche citati dal Vasari:
(Giorgio Vasari, Le vite de' più eccellenti pittori, scultori e architettori, Edizione giuntina del 1568)
Ai lati dell'arco che conduce al presbiterio ci sono le raffigurazioni di Davide, a sinistra, e di san Paolo, a destra, sempre affrescati dall'Amalteo.

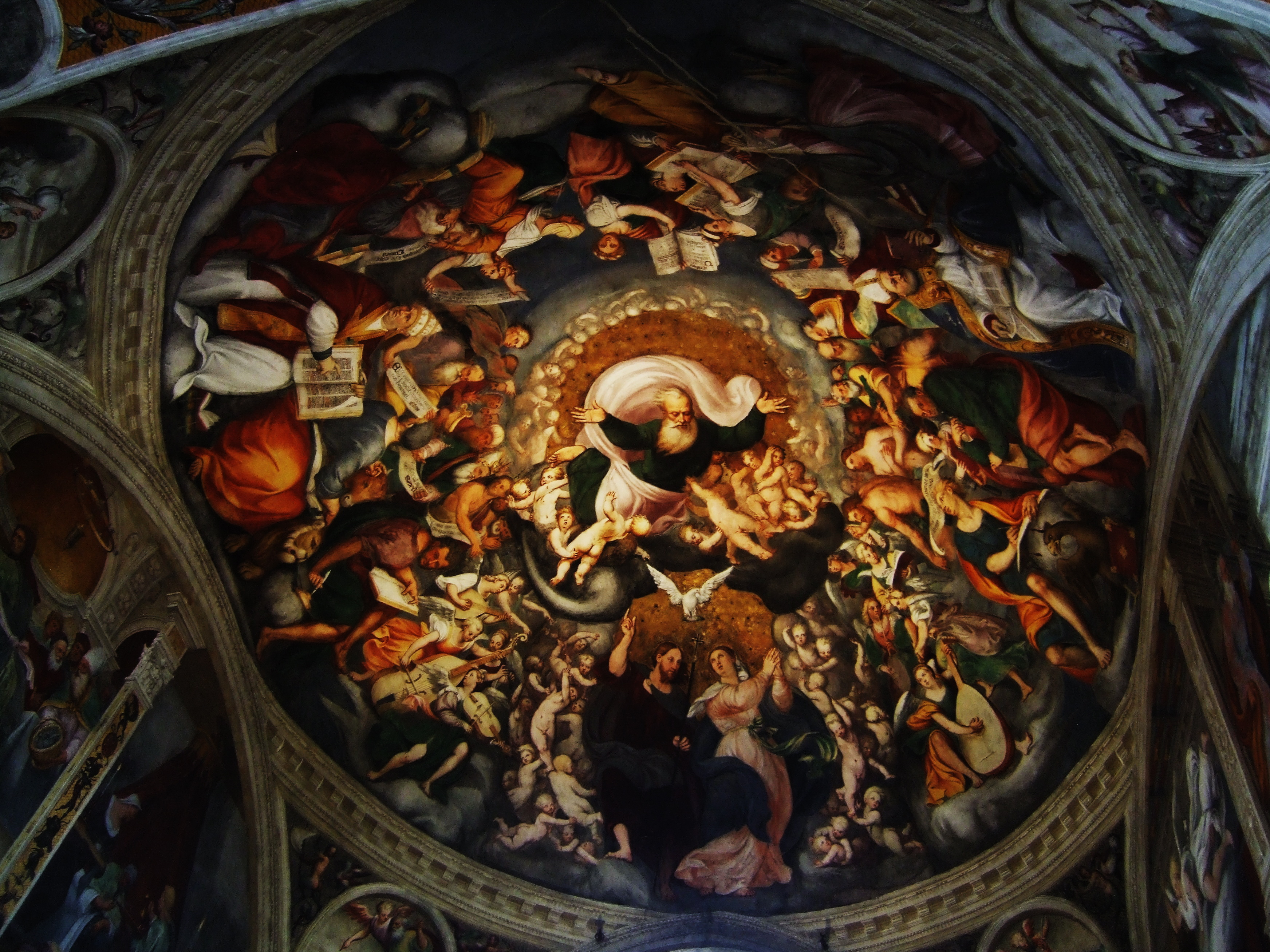
Pomponio Amalteo - L'Assunzione della Vergine
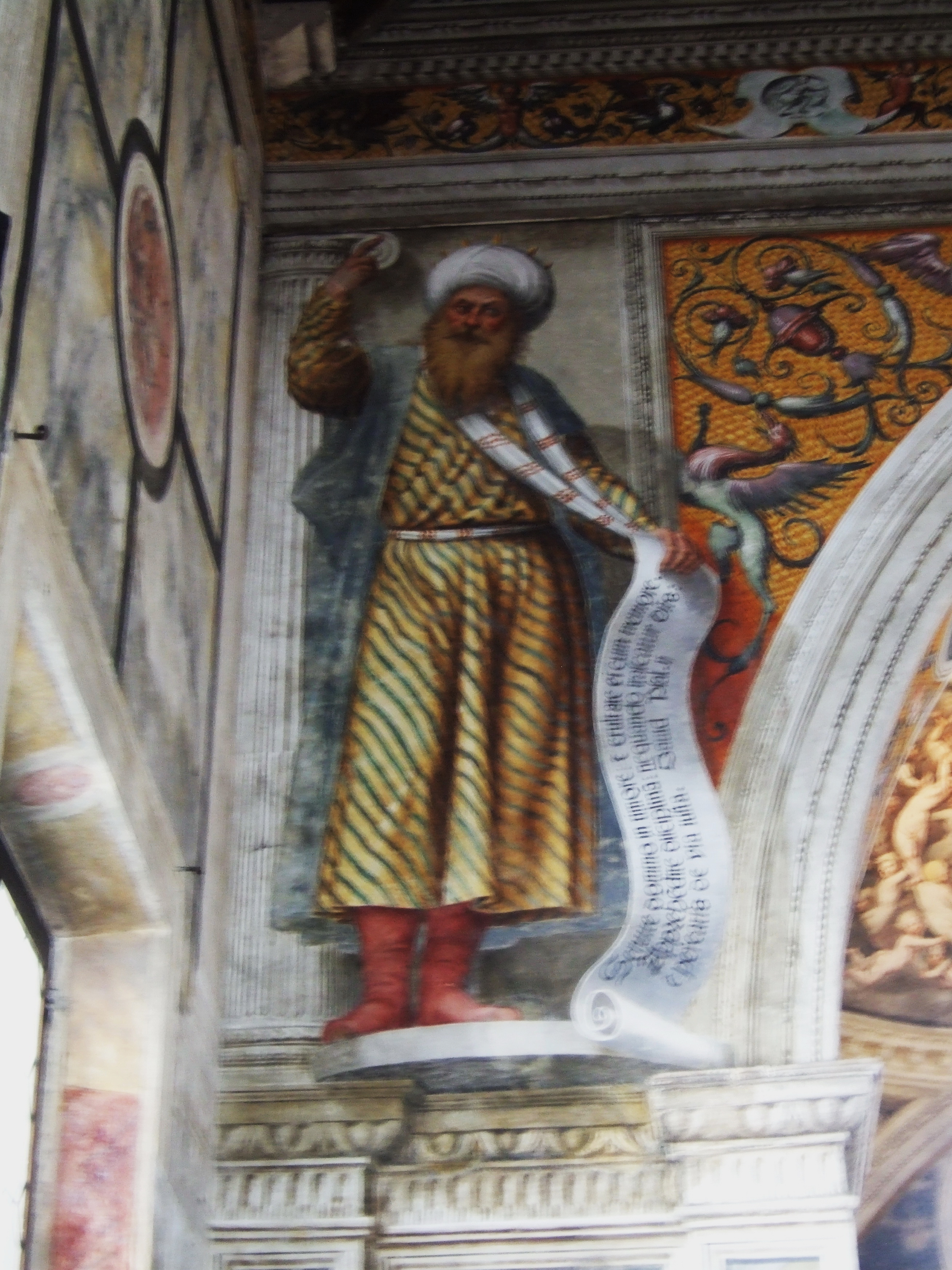
Davide
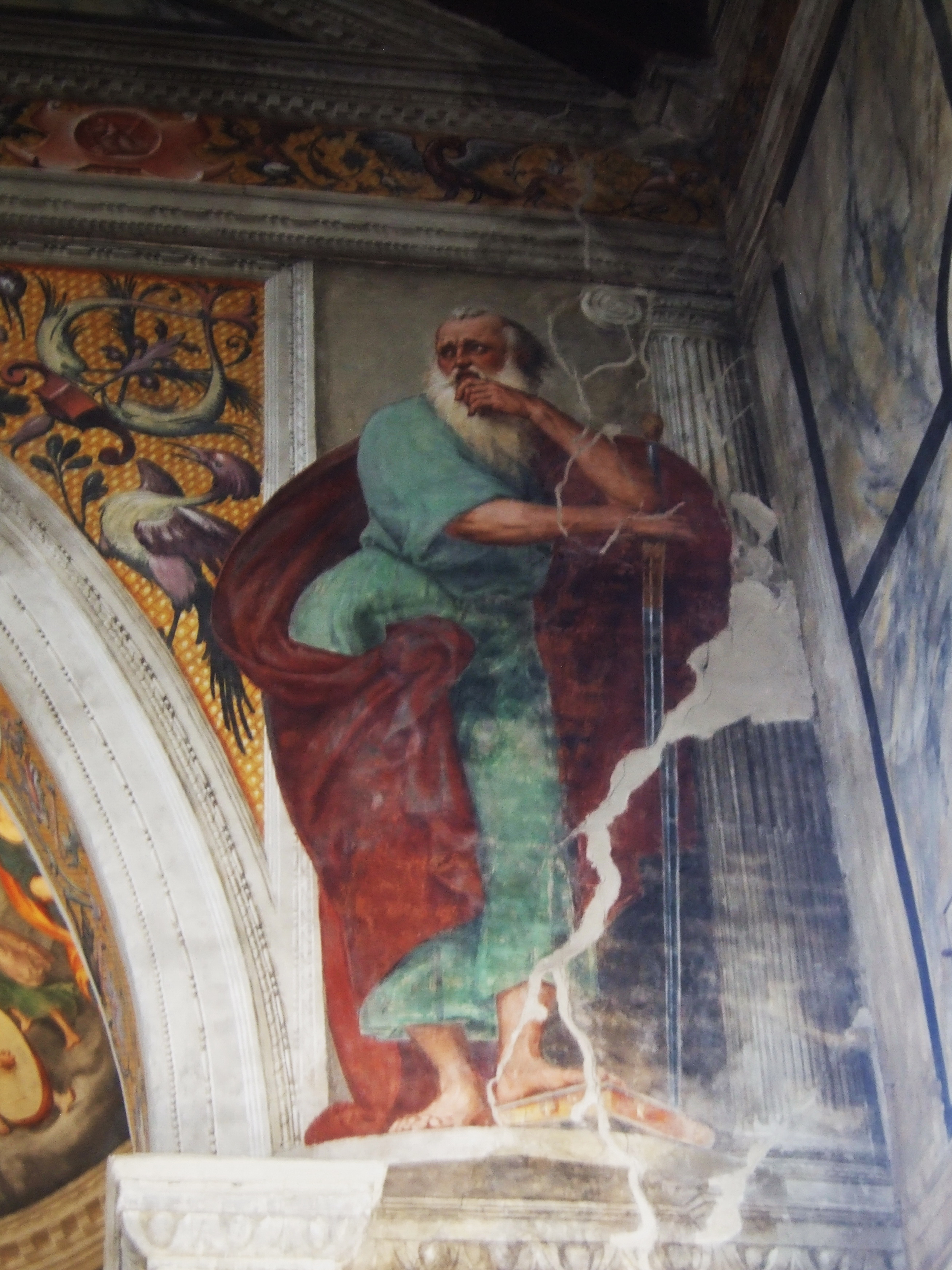
San Paolo
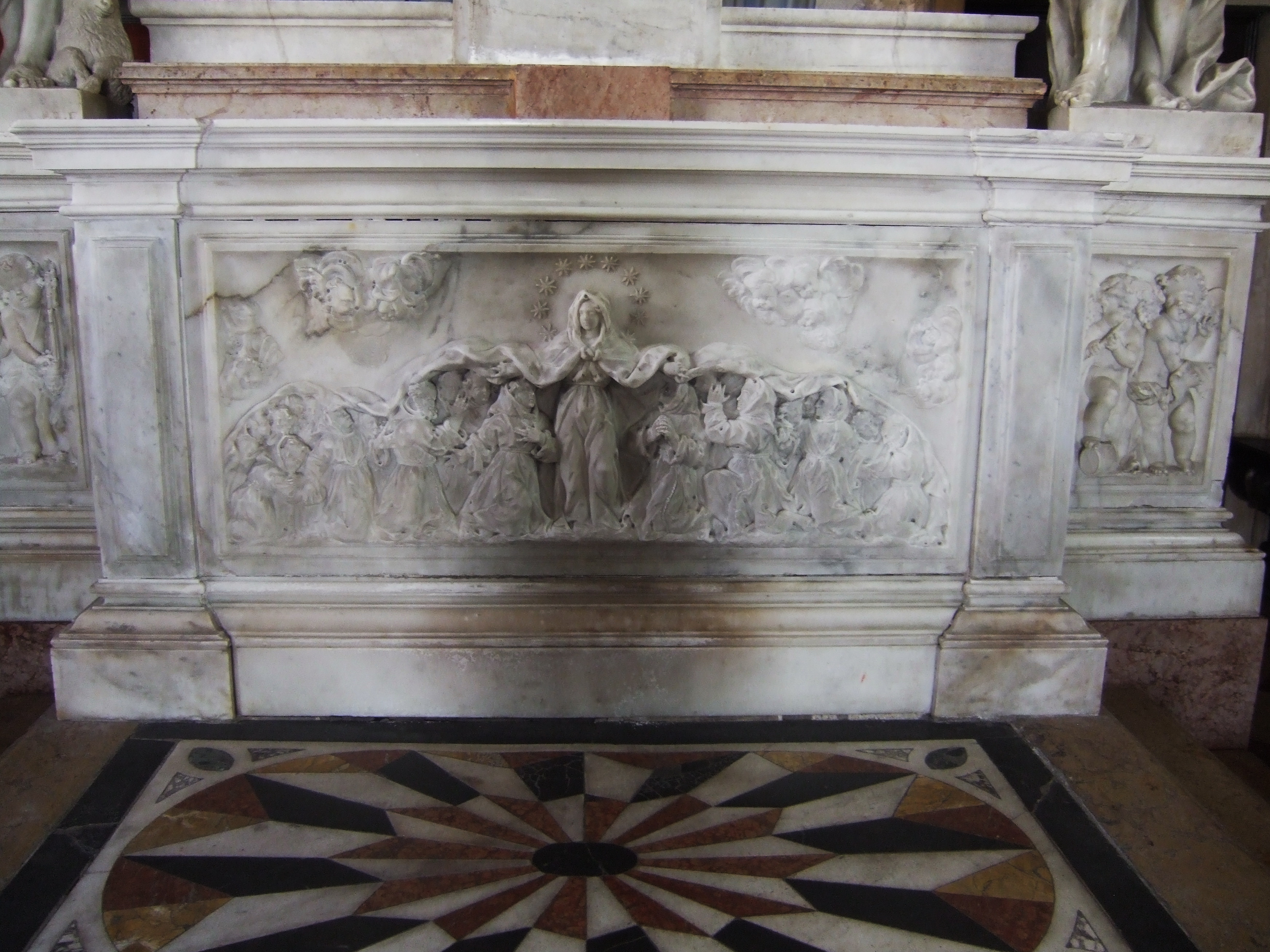
Particolare dell'altare con il paliotto di Pietro Baratta

L'altare con le statue della Beata Vergine e dei santi Pietro e Giovanni Battista è opera di Pietro Baratta del 1707; gli altorilievi del paliotto raffigurano la Madonna della Misericordia che offre riparo ai membri della Confraternita sotto il suo mantello. Ai lati si possono vedere la Natività, la Circoncisione e putti musicanti.
La chiesa è ora sconsacrata e viene utilizzata come sede di mostre.